# Julian Wadham
Julian Wadham, celým jménem Julian Neil Rohan Wadham (* 7. srpna 1958) je britský filmový, televizní a divadelní herec, činný také v rozhlasu. Dnes patří mezi známé a kritikou uznávané herce vedlejších rolí, které vytvořil po boku Boba Hoskinse, Johna Hurta, Gérarda Depardieua, Ralpha Fiennese, Juliette Binocheové, Iana Holma, Bena Kingsleyho, Wendy Hillerové a jiných.

## Biografie
Narodil se Julianě, dceři plukovníka N. A. MacDonalda Walkera, a Rohanovi Neilovi Wadhamovi, který za svoji bojovou činnost za druhé světové války byl vyznamenaný Britským Záslužným leteckým křížem (Distinguished Flying Cross). Julianova sestra Cornelia Dorothy Katharine byla mezi lety 1977 až 2004 provdána za Adriana Palmera, čtvrtého barona Palmera, liberálního peera a majitele pozemků ve Skotsku.
Julian Wadham je od roku 1990 ženatý s herečkou Shirley J Cassedyovou. Spolu mají čtyři syny: Williama Francise (nar. 1991), který si zahrál Bernieho, syna manželského páru Harryho a Karen Williamsových (Alan Rickman a Emma Thompsonová) ve filmu Láska nebeská, Thomase Wyndhama (nar. 1992), Olivera Juliana (nar. 1994) a Samuela Nicholase (nar. 1997).
Julian Wadham je školený baryton, vlastní pilotní licenci, mluví plynně francouzsky a italsky.

### Studium
Julian Wadham navštěvoval internátní školu College Junior School Apleforth v Yorkshiru, vedenou benediktinskými mnichy. Jeho spolužákem byl dnes známý herec Rupert Everett.
Společně s ním hrál na této chlapecké škole v divadelních představeních ženské role. A zatímco Everett dostával role krásných atraktivních žen, Wadham představoval postarší dámy, např. královnu Alžbětu I. Školní představení mu poskytla lekci z divadelní historie i základy herectví, kterému se již tehdy rozhodl v budoucnu profesionálně věnovat.
Na radu Everetta zkusil přijímací zkoušky na Central School of Speech and Drama v Londýně a byl přijat. Školu absolvoval v roce 1980. Aby získal tzv. Equity card, opravňujícího k práci herce, pracoval šest měsíců jako jevištní manažer ve Wolsey Theatre v Ipswichi. Po několika epizodních rolí, přišel průlom v jeho kariéře díky rolím v divadelních hrách Another Country a Falkland South na Royal Court, v divadle, proslaveném tzv. new writing.

### Kariéra
Režiséři si ho často vybírají pro role vzdělaných, dobře vypadajících gentlemanů z vyšší společnosti (např. Hull v Maurice, vyšetřovatel v The Secret Agent, Peter Madox v The English Patient), vojenských důstojníků (např. Charles Bingham ve Wah Wah, kapitán ve War Horse, generál Herbert Strutt v Downton Abbey), skutečně žijících osobností (ministerský předseda William Pitt mladší v The Madness of King George, Lorda Lucana v The Trial of Lord Lucan, ministra Francise Pyma ve filmu Iron Lady, producenta Ronnie Waldman v Eric and Ernie, král Karel II. v dokumentárním drama Wren: The Man Who Built Britain a krále Jiřího V. v adaptaci divadelní hry My Boy Jack, lorda Carnarvona v televizní sérii Egypt).

#### Julian Wadham o své kariéře
“I am lucky that I have been involved in some outstanding theatre shows; one or two rather good films and even the odd good television, which is the bread and butter of any actor’s life. Good jobs have come along, and although I may never have been a star in my own right I have enjoyed being an actor, and I have kept going. And I have worked with a lot of my heroes, both actors and writers.”
["Jsem šťastný, že jsem se podílel na některých vynikajících divadelních představení; na jednom nebo dvou dobrých filmech a dokonce i kvalitních televizních filmech, což je základ života každého herce. Dobré pracovní nabídky přišly a přichází, a i když jsem se nestal hvězdou, jsem rád, že jsem se stal hercem. A měl jsem možnost pracovat s mnoha mými hrdiny, jak herci tak i scenáristy."]
“I have always been a dramatic actor rather than a comedic one. Initially I never thought of acting as entertainment at all (...). So I was more into introverted characters (...). But as I have got older and maybe resolved some of my personal issues, I have become more interested in the entertainment aspect of acting, and hopefully I will do more comedy in the future.”
["Vždycky jsem byl spíše dramatický než komediální herec. Původně jsem si herectví se zábavou vůbec nespojoval (...). Takže jsem se více zaměřoval na introvertní postavy (…)". "Ale jak stárnu a zřejmě tím, že jsem si vyřešil některé z mých osobních problémů, začal jsem se více zajímat o komediální stránku herectví, a doufám, že budu v budoucnu dělat víc komedií."]

#### Filmy
Julian Wadham se objevil ve více než 20 kinofilmech.
V roce 1993 hrál ministerského předsedu Pitta ve filmové verzi The Madness of King George. Snímek si odnesl několik cen britské akademie filmového a televizního umění i americké filmové akademie.
Zřejmě jeho nejznázmější rolí je Peter Madox ve filmu English Patient, natočeném podle Bookerovou cenou vyznamenaném románu Michaela Ondaatjeho. Vzdělaný Madox společně se svým přítelem, hlavním hrdinou snímku, hrabětem Almásym vede výzkumnou expedici před začátkem druhé světové války v Egyptě. Zdrcen podezřením o Almásyho spolupráci pro nacistické Německo a postojem církve k válce, spáchá sebevraždu.
Film celkové posbíral devět Oscarů, více než jakýkoliv jiný britský film dosud.
V režijním debutu herce Richarda E Granta Wah-Wah hrál Charlese, přítele otce hlavního hrdiny. Richard E Grant, který je autorem také scénáře na základě jeho vlastních vzpomínek z dětství na konci 60. let ve Svahilsku kde končí koloniální nadvláda britské říše. Britská komunita horečně připravuje amatérské představení Camelot, aby udělala dojem na britskou princeznu Margaretu, která se sem chystá na návštěvu.
S Richardem E Grantem se sešel před kamerou ještě při natáčení filmů Keep the Aspidistra Flying a Queen and Country.
V roce 2010 se objevil v pro něj netypické roli psychologického thrileru Legacy.

#### Role ve filmech
1987 Maurice, postava: Hull
1994 The Madness of King George, postava: William Pitt the Younger
1996 The English Patient, postava: Madox
1996 The Secret Agent, postava: The Assistant Commissioner
1997 Preaching to the Perverted, postava: M'Learned Friend
1997 Keep the Aspidistra Flying, postava: Ravelston
1997 Wingless Bird, postava: Reginald Farrier
1998 The Commissioner, postava: ministerský předseda
2001 High Heels and Low Lifes, postava: Rogers
2001 Gypsy Woman, postava: Stanley
2004 Exorcist: The Beginning, postava: major Granville
2004 A Different Loyalty, postava: Andrew Darcy
2005 Wah-Wah, postava: Charles Bingham
2006 Goya's Ghosts, postava: postava: Joseph Bonaparte
2008 Outpost-Black Sun, postava: Hunt
2009 Double Identity, postava: Sterling
2010 Legacy, postava: Gregor Salenko
2011 The Iron Lady, postava: Francis Pim
2011 War Horse, postava: Trench Captain
2012 Outpost 2 Black Sun, postava: Hunt
2012 Cheerful Weather for the Wedding, postava: strýček Bob
2012 Scapegoat, postava: ředitel Adams
2012 Now Is Good, postava: Dr. Ryan
2014 The Riot Club, postava: Mr Richards
2014 Queen and Country, postava: plukovník Fielding

#### Divadlo
Wadham pravidelně hraje na prknech Royal National Theatre, Britain's National Theatre, National Theatre, Royal Court Theatre. Na těchto scénách pracoval pod vedením takových režisérů a producentů jakými jsou Richard Eyre, Harold Pinter, Peter Gill, Stuart Burge a Max Stafford-Clark.
V roce 2013 se po třiceti letech vrátil ke hře Another Country. Zatímco ovšem na počátku své kariéry v roce 1982, když měla hra premiéru, vytvořil postavu prefekta Barclaye, o třicet let později jedinou dospělou postavu, hostujícího estéta Vaughana Cunninghama.

##### Role na divadle
Chichester Festival Theatre
The Scarlet Pimpernel, postava: Armand St Just
The Philanthropist, postava: John
Cavalcade, postava: Edward Marryot
When we are married, postava: Gerald Forbes
Royal National Theatre
Another Country, postava: Vaughan Cunningham
Carrington, postava: Gerald Brennan
Mountain Language, postava: The Officer
Much Ado About Nothing, postava: Don Pedro,
Once in a while the odd things happens, postava: Peter Pears
Tartuffe, postava: Cleante
The Changeling, postava: Antonio
The Madness of George III, postava: William Pitt ml.
The Tempest, postava: Antonio
The Winter's Tale, postava: Polixenes
This House, postava: Humphrey Atkins
Royal Court Theatre
Falkland Sound, postava: David Tinker
Our Country's Good, postava: Ralph Clark
Serious Money, postava: Jake Todd
That Face, postava: Hugh
The Recruiting Officer, postava: Captain Plune
Theatre Royal Haymarket
A Midsummer Night's Dream, postava: Theseus
The Prince of Homberg, postava: Marshall Dorfling
Jiná divadla
A Letter Of Resignation, postava: Olivier, divadlo: Widdowes Tour & West End
Another Country, postava: Barclay, divadlo: Queen's Theatre
Plenty, postava: Raymond Brock, divadlo: Almedia at the Albery
Private Lives, postava: Elyot, divadlo: Theatre Royal Bath
The Good Samaritan, postava: Alan, divadlo: Hampstead Theatre

#### Televize
V televizi se mnohokrát objevil v kriminálních seriálech, (např. v Midsomer Murders, Lewis, Foyles War, Inspektor Lynley), představoval reálné postavy v dokumentárních televizních minisériích a filmech (např. Lord Carnarvon v Egypt, David Maxwell-Fyfe v Nuremberg: Nazis on Trial, král Jiří V. v My Boy Jack, Ronnie Waldman v Eric & Ernie).
Na počátku 90. let se objevil v několika cenami ověnčené minisérii Middlemarch, kde dostal part Sira James Chettama, majitele pozemků sousedících s nemovitostmi hlavní hrdinky, do níž je zamilovaný a snaží si její srdce získat svojí pomocí s jejími plány na zlepšení podmínek pro nájemníky. Nakonec ale se ožení s její sestrou.
V roce 1974 šokovala Británii brutální vražda dětské chůvy. Nejenže se stala v sídle významného aristokrata Richarda Binghama, sedmého vévody z Lucanu, ale hlavním podezřelým byl sám šlechtic. Případ se však nikdy nepodařilo objasnit, protože muž po činu beze stopy zmizel a v roce 1992 ho úřady oficiálně prohlásily za mrtvého. Kriminální případ inspiroval scenáristy televizního filmu The Trial of Lord Lucan, kde se Wadham ujal role lorda Lucana.
Jednou z jeho velkých rolí byla postava Reginalda Farriera v minisérii Wingless Bird podle románu Katherine Cooksové. Těsně před první světovou válkou se Agnes Conwayová (Claire Skinnerová), dcera majitele krámu s potravinami, zamiluje do Charlese Farriera (Edward Atterton), syna z bohaté rodiny. A i navzdory protest jeho rodiny se vezmou. Charles ale krátce po válce umírá na plicní onemocnění a ona začíná nový život po boku Charlesova bratra Reginalda, který ve válce utrpěl vážná zranění.
V minisérii Island on War z dob okupace britských ostrovů v kanálu La Manche za druhé světové války představoval muže, snažícího se zabezpečit svoji rodinu.
Druhé světové války se dotýkají i oba díly hororu Outpost. V nich hrál poněkud tajemného britského vědce, který vede tým žoldáků ve východní Evropě. Tam najdou opuštěné podzemní bunkry z 2. světové války, které jak zjistí byly používány nacisty jako výzkumné laboratoře pro nejrůznější experimenty na vlastních vojácích. Brzo se celý tým ocitne tváří tvář něčemu nepředstavitelným.

##### Role v televizi
Televizní filmy, dokumenty a minisérie
1982 Baal, postava: Johannes
1986 Lord Mountbatten: The Last Viceroy (televizní minisérie), postava: Arthur
1988 Blind Justice (televizní minisérie), postava: James Bingham, díly: Permanent Blue; A Death in the Family; The One About the Irishman; White Man Listen; Crime and Punishment
1989 After the War (televizní minisérie), postava: Barnaby Monk, díl: Rise and Fall
1994 The Trial of Lord Lucan, postava: Lord Lucan
1994 Middlemarch (televizní minisérie), postava: Sir James Chettam
1997 A Dance to the Music of Time (televizní minisérie), postava: generál Liddament, díl: The War
1997 Bramwell (televizní minisérie), postava: Charles Kilshaw, díl: 3.6
1997 The Wingless Bird (televizní minisérie), postava: Reginald Farrier, díly: 1.1; 1.2; 1.3
1999 Toy Boys (krátký film), postava: Mr. Allen
1999 The Man, postava: Geoffrey
2000 Justice in Wonderland, postava: Desmond Browne
2003 Hitler - The Rise of Evil (televizní minisérie), postava: kapitán Mayr
2004 Sherlock Holmes and the Case of the Silk Stocking, postava: Hugo Massingham
2004 Island at War (televizní minisérie), postava: Urban Mahy, díl: Eve of the War
2004 Wren: The Man Who Built Britain (televizní dokument), postava: král Karel II.
2005 Egypt (televizní minisérie), postava: Lord Carnarvon, díly: The Curse of Tutankhamun; The Search for Tutankhamun
2005 Tom Brown's Schooldays, postava: Squire Brown
2005 Wallis & Edward, postava: Alec Hardinge
2005 Dominion: Prequel to the Exorcist, postava: major Granville
2005 The Government Inspector, postava: Jonathan Powell
2006 Nuremberg: Nazis on Trial (televizní dokumentártní seriál), postava: David Maxwell-Fyfe, díl: Hermann Goering
2006 Ghostboat, postava: kapitán Byrnes
2007 My Boy Jack, postava: král Jiří V.
2007 Animální farmacie (televizní film)
2007 The Last Days of the Raj, postava: Evan Jenkins
2009 Elegy (Short), postava: Tom
2011 Eric & Ernie, postava: Ronnie Waldman
2015 The Casual Vacancy (televizní minisérie), postava: Aubrey Sweetlove, díly: 1.1; 1.3
Seriály
1981 The Gentle Touch, postava: Houseman, díl: Doubt
1981 Play for Today, postava: Robert Carlion, díl: Country
1982 The Agatha Christie Hour, postava: Gerald Champneys, díl: The Manhood of Edward Robinson
1982 Play for Tomorrow, postava: Oliver, díl: Bright Eyes
1982 BBC2 Playhouse, postava: Patron's son, díl: The Guest
1985 Me and My Girl, postava: Jerry, díl: Nothing Like a Quiet Sunday
1986 Hot Metal, postava: Dennis Spatula, díl: Casting the Runes
1988 Casualty, postava: Rev Tony Vassar, díl: Drake's Drum
1990 Bergerac, postava: David Russell, díl: A True Detective
1991 Chancer, postava: Mr. Clements, díly: Blood; Remembrance; Secrets
1991 Agatha Christie's Poirot, postava: Rupert Carrington, díl: The Plymouth Express
1992 Growing Pains, postava: Andy Drayton
1992 Goodbye Cruel World, postava: Gavin Kaye, díl: 1.1; 1.2; 1.3
1993 Between the Lines, postava: Nigel Winter, díl: Honourable Men
1993 Stay Lucky, postava: David
1993 Medics, postava: Simon Cottersley MP, díl: 3.3
1993 Full Stretch, postava: Nick Jessell, díl: Deals on Wheels
1996 The Vet, postava: Lord Headington, díl: A Bit of a Chance
1997 Pie in the Sky, postava: Anthony Neale, díl: Pork Pies
1997 Ruth Rendell Mysteries, postava: John Dyson, díl: May and June, část 1; část 2
1998 Kavanagh QC, postava: Giles Glazebrook QC, díl: Bearing Witness
1999 Highlander: The Raven, postava: Dr. Julian Heller, díl: The Ex-Files
2002 Spooks, postava: Derek Morris, díl: 1.2 (neuveden v titulcích)
2002 Inspector Lynley, postava: David Sydeham, díl: Payment in Blood
2002 A Touch of Frost, postava: Harry Monkton, díl: Mistaken Identity, část 1; část 2
2003 Red Cap, postava: Lt. Col. John Cosgrove, díl: Esprit de Corps
2004 Rosemary & Thyme, postava: Lord Engleton, díl: Swords into Ploughshares
2004 The Alan Clark Diaries, postava: Julian Scopes, díly: Into the Wilderness; Defence of the Realm
2005 Taggart, postava: brigádní generál Johnny Lewis-Scott, díl: Running Out of Time
2005 The Brief, postava: Peter Brighton, díl: Forever on the Mind
2005 Dalziel and Pascoe, postava: Richard Johnstone, díly: Dust Thou Art: část 1; část 2
2006 Agatha Christie's Marple, postava: Kelvin Halliday, díl: Sleeping Murder
2008 Heartbeat, postava: Gordon Radford, dil: A Brush with the Law
2008 Foyle's War, postava: W / Cmdr Stephen Foster, díl: Plan of Attack
2009 Lewis, postava: Tom Rattenbury, díl: The Point of Vanishing
2009 10 Minute Tales, postava: nový přítel, díl: The Running of the Deer
2009 Inspector Barnaby, postava: William Chettham, díl: The Creeper
1999 Midsomer Murders, postava: Simon Fletcher, díl: Death's Shadow
2011 Downton Abbey, postava: generál Sir Herbert Strutt, díl: 2.3
2013 Father Brown, postava: plukovník Adams, díl: The Flying Stars
2013 Re-Immerse in the Perverse (krátký documentární film), postava: sám sebe
2014 Silk, postava: Jeremy Lever, díl: 4, série 3

#### Audio
Julian Wadham propůjčil svůj hlas několika reklamám, audioknih a rozhlasových her.
V audio seriálu The Minister of Chance, který byl v roce 2013 nominováan na BBC Audio Awards for Best Online Drama, a Avengers - The Lost Episodes. vytváří postavu Johna Steeda, Anthony Howell hraje Dr. Davida Keela a Lucy Briggs-Owenová má roli Carol Wilsonové. Tato série vzniká na scénář kultovního britského televizního seriálu, který se natáčel v 60. a 70. letech.

##### Hlas v reklamách (výběr)
obchodní dům Harrods
nákupní centrum Queensgate Shopping Centre

##### Audioknihy
Ben Aaronovitch, Blood and Earth - Blake's 7 - The Early Years
Daphne Du Maurier, The House On The Strand

##### Role v rozhlase
The Minister of Chance, postava: Minister
Avengers - The Lost Episodes, postava: John Steed

##### Videohry
Star Wars: The Old Republic

## Ocenění a nominace
V roce 1983 byl nominován na Most Promising Newcomer od London Theatre Critics za ztvárnění postavy Davida Tinkera ve hře Falkland Sound.
Hrál v řadě divadelních, filmových a televizních produkcí, které byly oceněny prestižními cenami.

### Biografie
facebooková stránka Juliana Wadhama, https://www.facebook.com/pages/Julian-Wadham/184208274952831, poslední přístup 13.6. 2015
Mike Cummings, Biography of Julian Wadham, in: The New York Times, http://www.nytimes.com/movies/person/156042/Julian-Wadham/biography, poslední přístup 13.6. 2015
Exclusive interview by Peter White, Julian Wadham: A Patient Englishman, in: ilife, https://archive.today/20150613084805/http://www.visitilife.com/julian-wadham-a-patient-englishman/, poslední přístup 13.6. 2015

### Filmografie
Julian Wadham, umělecká agentura The Artists Partnership, https://web.archive.org/web/20150615082406/http://www.theartistspartnership.co.uk/cv/julianwadham.pdf, poslední přístup 13.6. 2015